# Alcacim
Alcacim (em árabe: منطقة القصيم; romaniz.: Minṭaqat al-Qaṣīm) é uma região da Arábia Saudita, com capital em Buraida. Possui 58 046 quilômetros quadrados e segundo censo de 2018, havia 1 455 693 habitantes. Está numa altitude de 714 metros.